# 勇者シリーズ
勇者シリーズ（ゆうしゃシリーズ）は、名古屋テレビ・サンライズ制作のテレビアニメシリーズ。

## 概要
本シリーズは、1990年放送の『勇者エクスカイザー』に端を発し、1998年まで連年にわたって制作された、特定の原作を持たないオリジナルのロボットアニメ群であり、制作には前出の2社の他、メインスポンサーである玩具メーカーのタカラ、広告代理店の東急エージェンシーも関わっている。テレビアニメ全8作品の他、一部作品の続編としてリリースされたOVAや、テレビゲームにて発表されたオリジナル作品、それにWeb漫画作品なども、場合によってはシリーズに含むことがあり、これらについても本項目にて併せて詳述するものとする。
シリーズ全作とも「勇者」をキーワードとして、心を持ったロボット「勇者（勇者ロボ）」と少年の交流やメカのアクション、ロボットの合体、そのほか作品ごとの独自のテーマで物語が展開される。『エクスカイザー』と『太陽の勇者ファイバード』（1991年）の関係を例外として、各作品間には世界観や時間軸に直接の関係が無い。そのためほぼ全ての作品が独立した世界観を持ち、作風もその都度大きく変化している。

### 誕生の経緯
本シリーズは、アニメーション制作を手掛けるサンライズ（第7スタジオ）の「小さい子供向けのヒーローロボットものを作りたい」という思惑と、メインスポンサーであるタカラの「『トランスフォーマー』シリーズと同様のコンセプトの玩具を、日本国内向けに作りたい」という思惑とが一致して誕生に至った。
その背景には、本シリーズの企画が立ち上げられた1980年代末当時、同じくサンライズ制作の『機動戦士ガンダム』（1979年）を皮切りにリアルロボットものが多数世に送り出され、ロボットアニメというジャンルの対象年齢層も上昇しつつあった一方で、小さい子供向けのヒーローロボットものがなくなりつつあったという状況も深く関わっている。高松信司も、自身が入社した1980年代前半頃のサンライズは、『ガンダム』のヒット後であることから「アニメでロボットを出すと玩具が後からついてくる」という感じであり、「玩具と一緒にやっていく」というスタンスで作品づくりが試みられたのは本シリーズからであると振り返っている。サンライズ側のプロデューサーとして、本シリーズに関与していた吉井孝幸はこうした状況への不安や、バンダイが展開していたスーパー戦隊シリーズなどと競っていけるようなロボット作品やキャラクターを作りたいという思いを抱いていたうちの一人であり、（ロボットアニメの）対象年齢層が高くなるのはいいことではあるものの、その一方で小さい子供向けの作品があれば、そこから先へ広がっていくだろうという考えが念頭にあったことを、初期の3作に監督として携わった谷田部勝義が証言している。
一方、タカラの側でもアメリカへの進出の際に、それまで手掛けてきた様々な変形合体ものが提携相手のハズブロ社により『トランスフォーマー』として一括りにされ、結果として同シリーズの権利が複雑になってしまったという事情があった。サンライズの企画室室長として、『エクスカイザー』の企画にも携わった井上幸一が語るところによれば、その『トランスフォーマー』のテレビアニメシリーズが終了するのに伴い、タカラの担当役員から「サンライズでもこういう作品（トランスフォーマー）は作れるものなのか」と相談を持ちかけられたといい、前出の吉井もこの申し出に「ロボットものの入門編として、10年20年と続けていけるようなシリーズになると面白い」との思いから二つ返事で引き受けるに至った。とはいえ、前述したリアルロボットものの成功でブランドが確立されつつあった中で、今さら子供向けの作品を手掛けることに対してはサンライズ内部でも消極論が強く、吉井も役員に対して前述した「子供たちにとってのロボットものの入門編」の必要性を、延々説明していったという。ともあれ、本シリーズの立ち上げに当たっては、『トランスフォーマー』でのノウハウを活かした玩具開発を行いつつも、「乗り物から変形するロボットがあるので、それを元に何かストーリーを作ってほしい」「トランスフォーマーとはあくまで違う切り口で」という要望がタカラからはサンライズに出されたといい、サンライズとしても久々となる子供向けの企画であったことから、井上を中心にアニメ制作サイドの方で乗り物から変形するロボットや、そのロボット同士も合体するという、シリーズの基本的なパターンが固められていった。
前述の通り、「10年20年と続いていけるようなシリーズになると面白い」との思いを抱き、企画が立ち上がってからも早い段階から「10年やる」旨を言明していた吉井の構想通り、結果的に10年近くにわたる長期シリーズとして定着した本シリーズであるが、実際に彼が定着したとの認識を抱いたのは、初期の3シリーズくらいが終わった後にサンライズの経営陣から「こういうシリーズもあっていいんだな」とやっと言ってもらえるようになった頃であるといい、これについて吉井は作品によって多少のブレがあるとはいえ、初期のコンセプトが比較的ちゃんと守られていたからこそ、あれだけ続けられたのではないかと後に述懐している。

### シリーズの終了
ここまで述べてきた通り、本シリーズを語る上で切り離し難い関係にあるタカラであるが、シリーズ5作目の『勇者警察ジェイデッカー』の放送開始から間もない1994年4月には、競合他社であるバンダイの資本参加により、サンライズが同社の傘下に入るという事態が発生。これを受け、タカラもサンライズから距離を置くようになった結果、次年度の企画が一旦立ち消えになるなど、その影響は本シリーズにも無視できない形で表れることとなった。当時『ジェイデッカー』の監督を務めていた高松も、同作品がシリーズの原点回帰を志向していた面もあったことから、「これで勇者シリーズが終わるんだな」というつもりで作品づくりに当たっていたことを後に述懐している。最終的に、『ジェイデッカー』も終盤に入った頃にタカラの側から、サンライズへと再度次年度の企画（『ゴルドラン』）が持ち込まれ、同年以降もシリーズは継続することとなるものの、さらに時が下って『勇者王ガオガイガー』（1997年）の企画が立ち上げられる頃には、既にタカラと組んでの勇者シリーズの継続は難しいのではないかという空気もサンライズ内部に流れていたという。結果として、シリーズ最終作となることも意識して制作された同作品は、それまでとは異なりサンライズの側からも積極的にロボットのデザインなどのアイディアを提案し、作品づくりを主導するスタンスがとられた。
本シリーズの終了に当たっては新聞発表まで行われており、まず1997年12月22日に朝日新聞名古屋版の夕刊のトップ記事となって報じられ、2週間後の1998年1月5日には全国版にも掲載された。同記事中では、少子化とゲームの人気によりロボット路線をやめると解説がなされている。また東京新聞1998年2月4日朝刊13面でも、「消えた巨大ロボット」という見出しで本シリーズの終了が報じられており、同記事中ではシリーズ終了の理由について視聴率・玩具売り上げ双方の低迷により終了に至ったとし、同時に少子化などの原因が重なった結果とも記している。実際にそれを裏付けるかのように、「シリーズ立ち上げ当初はすごく玩具が売れていたものの、段々子供の数の減少やゲームの流行などもあって売れなくなっていった」「シリーズ末期の『勇者指令ダグオン』（1996年）の頃には視聴率の面で苦戦を強いられ、テレビ局側からも度々テコ入れの打診があった」、などといった証言も複数残されている。

### 幻の9作目
一般的に、勇者シリーズは『ガオガイガー』をもってシリーズは終了予定だったとされるが、その一方で後年に出た各種書籍において、『フォトグライザー』と呼ばれる後番組、すなわち勇者シリーズ第9作目の企画の存在が明らかにされている。同作品の企画について、米たにヨシトモはサンライズの側に「『ガオガイガー』の後も勇者シリーズを止める気はないフリだけでもしよう」という空気があったことを証言しており、そうした中で高橋良輔を中心として動いていた企画が同作品であったと説明している。また当時本シリーズの玩具開発を担当し、同作品でも主人公ロボのキャラクター案や変形ギミックの考案を手がけていたタカラの幸日佐志の語るところによれば、同作品については玩具のコンセプトを固めてから企画されたものであるといい、また『ガオガイガー』にも演出として参加していた谷口悟朗が監督を務めるかも知れないという話もあったという。
同作品においてタカラが打ち出したコンセプトは、「デジタルカメラや双眼鏡などといった、子供の身近にあるアイテムに意思が宿り、主人公の少年とともに悪の軍団に立ち向かう」、というものである。このコンセプトを受ける形で、サンライズ側による企画立案のための考察も行われており、その内容については主人公たる子供とロボットとの関係や日常生活表現の重要性など、原点回帰を想定したものとなっている。
登場するロボットたちは、前述した子供の身近にあるアイテムから、1/1サイズのデフォルメロボへと変形し主人公と行動をともにするという想定がなされており、このデフォルメロボがさらに動物やビークルモチーフのメカと合体することで、リアルな頭身のヒーローロボットとなる形とされている。さらに企画立案のための考察においては、そのサイズを活かして「子ども自身がロボットを変形合体させる」という設定も打ち出されていた。これらのロボットについては、従前までのシリーズ作品と同様に大河原邦男によるデザイン画稿も起こされ、カメラロボについては実際に各種機構を確認するための試作品も製作されているが、このメカニックデザインまで進んだ段階で企画は収束を迎えることとなった。
このように、作品・番組としては結実に至らなかった『フォトグライザー』であるが、企画立案から四半世紀余りが過ぎた2024年には、後述の『ソーグレーダー』においてフォトグライザーが登場し、初めてその活躍ぶりが描かれた。

## 特徴

### 純粋な子供番組
シリーズ開始当初、「アニメ雑誌に載らないようなアニメ」というスローガンが掲げられており、視聴者層も3歳から5歳の幼児をターゲットとしていた。実際に、シリーズ1作目である『エクスカイザー』では、当初より「純粋な子供番組」となるべく、「複雑な設定は排除する」という姿勢の元で企画・制作されている。こうしたスローガンが掲げられた背景には、前述した経緯から子供向けの作品を作ることに対して、どこか下に見られるような空気が当時のサンライズ内部に蔓延していたことも関係しており、そうした中で本シリーズの制作に携わるスタッフに対してどう誇りを持ってやってもらえる環境を作るか、という試みの一環でもあった。同作品を手掛けた谷田部は後年、本シリーズが開始から30年を経てもなお多くのファンの支持を得ていることに対し、シンプルさがレベルの低い話ではなく、むしろ高度な話であると前置きしつつ、そうしたシンプルさにこだわった結果ファンの心に残ってくれたのではないかと分析している。
とはいえ、谷田部が手掛けたシリーズ作品が概して「親目線」、すなわち主人公の少年に対してロボットが保護者のような感じであり、なおかつ少年の家族も物語に絡んでくるのに対し、高松によるシリーズ作品は作中における主人公たちの親の存在が希薄で、総じて「子供目線」で描かれているといった具合に、一口に「子供向け」といっても作品やそれを手がけるスタッフによって傾向が異なる部分もない訳ではない。またシリーズが進むにつれて、対象年齢や各作品の設定・作風の幅も段階的に拡大しており、シリーズ最終作となった『ガオガイガー』に至っては、リアリティをもたせたメカニックの設定などもあり、それまでのファン以外からの支持も獲得している。この人気を受け、『ガオガイガー』ではテレビシリーズ以外にもOVAやゲーム、ドラマCDなどといった様々なメディア展開も行われた。
一見すると、前述したシリーズ立ち上げ時のスローガンと矛盾するかのような流れともいえ、実際に本シリーズの玩具開発に当たっていたタカラの國弘高史も、吉井が掲げた10年を目指すうちに「勇者シリーズ=低年齢層向け」のコンセプトと、実際の視聴者層との間にずれが生じてきたのを感じたと後に語っている。とはいえ、アニメ制作サイドとしては毎年新たに見てくれる子どもたちの好みを外さずに、しかしおよそ3年程度で子供向けの番組から「卒業」していく子どもたちを、どこまで年齢を上げて取り込むことが出来るかという意図、そして3年を目処にして再び対象年齢をシリーズ当初の頃に戻し、5作目6作目と上げてまた戻すという繰り返しでやっていけばいいという考えが、特にシリーズ初期の頃にはあったという。対象年齢の幅が広がったシリーズ末期においても、ことテレビシリーズにおいては制作サイドもあくまでも子供向けであることが強く意識されており、前述した『ガオガイガー』でのリアル寄りなメカニック設定についてもまた、世の中にあるリアルな機械の格好良さや大人の仕事の凄さを、メインの視聴層である子供たちに伝えたいという意図が込められている。

### ロボット
シリーズ中に登場するロボットは「勇者ロボ」と呼称される。一部の例外を除き、その多くはパトカー・救急車・消防車・飛行機・新幹線といった子供にとって身近な乗り物からの変形機構を持ち、中にはライオンなどの動物の要素を含むものもあるが、これは身近な乗り物をモチーフとして設定した方が子供が共感しやすいと判断されたためであり、同時に対象となる年齢層の子供たちが必ず知っていて、なおかつ絶対に好きであるというテーマから持ってこざるを得ないという事情もあった。また、勇者ロボは意志を持ち会話することが可能で、車両などのマシンに生命が乗り移ってロボット化した「生命体型」、人間の手でロボットに知能を持たせた「超AI型」、主人公がロボットと融合する「融合型」の3つに分類できる。この「意志を持った喋るロボット」という点については、前述した『トランスフォーマー』シリーズや、サンライズが制作してきた一連のリアルロボットものとの差別化を図る上で、「子どもたちが格好いいと思うためにはやっぱり人格がほしい」というアニメ制作サイドの考えが念頭にあり、どちらかと言えば非日常的な存在であるロボットと、少年との交流を主軸に据えるに当たって、とにかくヒーロー（ロボット）を格好いいと思わせるための手段の一つでもあった。また、これとは別にタカラ側でも勇者（ロボット）という存在に対する強固なポリシーがあったようで、シリーズ中でもロボットのキャラクター性に重点を置いていた『ジェイデッカー』では、そうしたタカラ側の考えるキャラクター像と、サンライズ側のそれとが激しく衝突したこともあったという。
ロボットのデザインについては、前述の通り企画の立ち上げがギリギリまで遅れ、その時点で既に玩具の開発まで終わっていた『ゴルドラン』や、サンライズ側からも積極的に提案が行われ、ある種作品本位な形で企画が進められた『ガオガイガー』といった例外を除けば、基本的にはまず登場するロボットが何から変形するのか、そして合体のギミックはどういったものか、それに関する部分がタカラ側からごく簡単ながら提示され、それを受けて大河原邦男がディテールをデザインした上で、さらに主要なスタッフの間で折衝を重ねて細部を詰めていくという形で行われている。本シリーズでは、1週間に一度は主要なスタッフが集まって、アニメの展開と玩具の登場時期との摺り合わせ、それにデザインなどについての打ち合わせが年間を通して行われていたといい、その打ち合わせの場でタカラ側から出された「課題」を受けて複数の案を作成し、その中から意図に合ったものを選んでもらうという形でデザインが決められていた。
低年齢層向けに直接お茶の間に売り込む作品であることから、大河原は本シリーズにおけるディテールのデザインについて、「オーソドックスな、多くの人から支持されるような単純なデザイン」を心がけていたといい、また自身もタカラも1年ごとに視聴者が交代していくことを前提としてデザインを考えていたこともあり、タカラ側から提示された変形機構には一切ケチを付けず、表面とディテールでよりカッコよく見せるという、自身曰く「職人」のようなスタンスで参加していたことを後に述懐している。こうしたスタンスの背景には、本シリーズが毎年企画を立ち上げてから半年ほどで最終的なパワーアップまでを考案し、さらにはそこから数ヶ月ほどのインターバルを挟んで翌年度の企画を立ち上げねばならず、さらに玩具の開発もロボット毎に担当者がいたことや、当時の大河原自身も並行して3本ほど他の作品の仕事を手がけていたことなどから、自身からあまり変形合体にまつわる部分のアイディアを出せるだけの余裕がなかったという事情も関係している。
演出の面では、変形合体のシーンにおいては出来る限り、玩具での手順に即した過程を踏むことが心がけられている。これは番組を視聴している子供たちは、テレビの合体バンクを見ながら遊んでおり、その合体バンクでアニメならではの演出をしてしまうと、子供たちもそれを見たままにやろうとして無理に曲げて玩具を壊してしまうという、作品づくりを通して得られた教訓に基づいてのことであるという。一方で、玩具に完全に忠実なデザインでは動かすのに無理があったり、作業効率が上がらないという制作上の事情から、アニメーション制作に当たっては前述した大河原のデザインを元に、さらにアニメ向けに動かしやすいようディテールを省略する形でリライトされるのが通例となっている。特に『マイトガイン』や『ジェイデッカー』では、チーフメカ作監のこだわりや、キャラクターとしてロボットを活かしたいという監督の思惑などから、そうしたアニメ向けのデザインアレンジが顕著となっており、こうしたアニメ用のリライトについては「こちらの線を減らさずに、こちらの線を減らせばまだ玩具に似たのではないか」といった具合に、タカラ側でも様々に複雑な思いがあったことを窺わせるコメントも残されている。

## テレビシリーズ
本シリーズの放送は、名古屋テレビをキー局としてテレビ朝日系列で行なわれた。シリーズ通して各作品とも放映期間は1年間であり、一部の例外を除いて2月初旬に始まり、翌年1月下旬に終わるというスケジュールであった。
シリーズ開始当初の放送時間帯は、かつて「ガンダムシリーズ」などが放送された毎週土曜17:30 - 18:00（以下、いずれもJST）で、後に30分繰り上げの17:00 - 17:30へと変更された。他方で、朝日放送のみ例外的に毎週金曜17:00 - 17:30に先行放送を行っており、シリーズ末期の1997年4月からは金曜16:30 - 17:00へと時間帯を移して先行放送を継続した。
| # | 作品名                 | 放送期間                   | 話数   | 備考                                                                        |
| - | ---------------------- | -------------------------- | ------ | --------------------------------------------------------------------------- |
| 1 | 勇者エクスカイザー     | 1990年2月3日1991年1月26日  | 全48話 | 放送期間中の1990年10月より放送時間帯を変更                                  |
| 2 | 太陽の勇者ファイバード | 1991年2月2日1992年2月1日   | 全48話 |                                                                             |
| 3 | 伝説の勇者ダ・ガーン   | 1992年2月8日1993年1月23日  | 全46話 |                                                                             |
| 4 | 勇者特急マイトガイン   | 1993年1月30日1994年1月22日 | 全47話 |                                                                             |
| 5 | 勇者警察ジェイデッカー | 1994年2月5日1995年1月28日  | 全48話 |                                                                             |
| 6 | 黄金勇者ゴルドラン     | 1995年2月4日1996年1月27日  | 全48話 |                                                                             |
| 7 | 勇者指令ダグオン       | 1996年2月3日1997年1月25日  | 全48話 | 番組終了の翌年にシリーズ初となる続編OVAをリリース                           |
| 8 | 勇者王ガオガイガー     | 1997年2月1日1998年1月31日  | 全49話 | シリーズ唯一のステレオ放送作品 番組終了後もOVAやWeb小説などで続編展開を継続 |

### ネット局
| 放送対象地域  | 放送局           | 系列                                         | ネット形態                       | 備考 |
| ------------- | ---------------- | -------------------------------------------- | -------------------------------- | --- |
| 中京広域圏    | 名古屋テレビ     | テレビ朝日系列                               | 制作局                           | |
| 関東広域圏    | テレビ朝日       | テレビ朝日系列                               | 同時ネット                       | |
| 北海道        | 北海道テレビ     | テレビ朝日系列                               | 同時ネット →先行放送 →同時ネット | [ 注 16 ] |
| 青森県        | 青森テレビ       | TBS系列                                      | 遅れネット                       | 『エクスカイザー』のみ放映                                                                                          |
| 青森県        | 青森朝日放送     | テレビ朝日系列                               | 同時ネット                       | 1991年10月開局から                                                                                                  |
| 岩手県        | 岩手放送         | TBS系列                                      | 遅れネット                       | 『エクスカイザー』のみ放映                                                                                          |
| 岩手県        | 岩手朝日テレビ   | テレビ朝日系列                               | 同時ネット                       | 1996年10月開局から                                                                                                  |
| 宮城県        | 東日本放送       | テレビ朝日系列                               | 同時ネット                       | |
| 秋田県        | 秋田放送         | 日本テレビ系列                               | 遅れネット                       | 『エクスカイザー』と『ファイバード』のみ放映                                                                        |
| 秋田県        | 秋田朝日放送     | テレビ朝日系列                               | 同時ネット                       | 1992年10月開局から                                                                                                  |
| 山形県        | テレビユー山形   | TBS系列                                      | 遅れネット                       | 『ダ・ガーン』まで                                                                                                  |
| 山形県        | 山形テレビ       | テレビ朝日系列                               | 同時ネット                       | 1993年3月30日から                                                                                                   |
| 福島県        | 福島放送         | テレビ朝日系列                               | 同時ネット                       | |
| 新潟県        | 新潟テレビ21     | テレビ朝日系列                               | 同時ネット                       | |
| 長野県        | テレビ信州       | 日本テレビ系列                               | 同時ネット                       | 1991年3月まで |
| 長野県        | 長野朝日放送     | テレビ朝日系列                               | 同時ネット                       | 1991年4月開局から                                                                                                   |
| 山梨県        | 未放送           |                                              |                                  | 山梨放送・テレビ山梨共に未ネットだが、 CATVの地域によってはテレビ朝日の再受信で視聴可能だった。                     |
| 富山県        | 富山テレビ       | フジテレビ系列                               | 遅れネット                       | 『エクスカイザー』から『ダ・ガーン』、『ジェイデッカー』から『ダグオン』まで 『ダグオン』終了と共にシリーズ打ち切り |
| 富山県        | 北日本放送       | 日本テレビ系列                               | 遅れネット                       | 『マイトガイン』のみ放映                                                                                            |
| 石川県        | 石川テレビ       | フジテレビ系列                               | 遅れネット                       | 1991年9月まで |
| 石川県        | 北陸朝日放送     | テレビ朝日系列                               | 同時ネット                       | 1991年10月開局から                                                                                                  |
| 福井県        | 福井放送         | 日本テレビ系列 テレビ朝日系列                | 遅れネット                       | 『エクスカイザー』と『ファイバード』のみ放映 『ファイバード』終了と共にシリーズ打ち切り                             |
| 静岡県        | 静岡朝日テレビ   | テレビ朝日系列                               | 同時ネット                       | [ 注 22 ] |
| 近畿広域圏    | 朝日放送         | テレビ朝日系列                               | 先行放送                         | [ 注 23 ] |
| 香川県 岡山県 | 瀬戸内海放送     | テレビ朝日系列                               | 同時ネット                       | [ 注 24 ] |
| 広島県        | 広島ホームテレビ | テレビ朝日系列                               | 同時ネット                       | |
| 鳥取県 島根県 | 未放送           |                                              |                                  | 日本海テレビ・山陰放送・山陰中央テレビ全て未ネット。                                                                |
| 山口県        | テレビ山口       | TBS系列                                      | 遅れネット                       | 1993年9月まで |
| 山口県        | 山口朝日放送     | テレビ朝日系列                               | 同時ネット                       | 1993年10月開局から                                                                                                  |
| 徳島県        | 四国放送         | 日本テレビ系列                               | 遅れネット                       | [ 注 21 ] |
| 愛媛県        | テレビ愛媛       | フジテレビ系列                               | 遅れネット                       | 1995年3月まで |
| 愛媛県        | 愛媛朝日テレビ   | テレビ朝日系列                               | 同時ネット                       | 1995年4月開局から                                                                                                   |
| 高知県        | テレビ高知       | TBS系列                                      | 遅れネット                       | [ 注 25 ] |
| 福岡県        | 九州朝日放送     | テレビ朝日系列                               | 同時ネット                       | |
| 長崎県        | 長崎文化放送     | テレビ朝日系列                               | 同時ネット                       | [ 注 26 ] |
| 熊本県        | 熊本朝日放送     | テレビ朝日系列                               | 同時ネット                       | |
| 佐賀県        | 未放送           |                                              |                                  | 地域によっては九州朝日放送か、長崎文化放送か、熊本朝日放送で視聴可能だった。                                        |
| 大分県        | 大分放送         | TBS系列                                      | 遅れネット                       | 1992年9月まで |
| 大分県        | 大分朝日放送     | テレビ朝日系列                               | 同時ネット                       | 1993年10月開局から                                                                                                  |
| 宮崎県        | テレビ宮崎       | フジテレビ系列 日本テレビ系列 テレビ朝日系列 | 遅れネット                       | 『エクスカイザー』から『ダ・ガーン』、『ジェイデッカー』から『ダグオン』まで 『ダグオン』終了と共にシリーズ打ち切り |
| 宮崎県        | 宮崎放送         | TBS系列                                      | 遅れネット                       | 『マイトガイン』のみを本放送終了後に放映                                                                            |
| 鹿児島県      | 鹿児島放送       | テレビ朝日系列                               | 同時ネット                       | |
| 沖縄県        | 琉球放送         | TBS系列                                      | 遅れネット                       | 1995年9月まで |
| 沖縄県        | 琉球朝日放送     | テレビ朝日系列                               | 同時ネット                       | 1995年10月開局から                                                                                                  |

## 映像ソフト化
本シリーズの放送当時、各テレビシリーズのVHS（一部はレンタル用のみ）やLDがリリースされているが、『エクスカイザー』と『ゴルドラン』についてはVHSが中途までのリリースとなった他、LDに至っては未発売に終わっている。DVDは後述のシリーズ15周年の前後に全作品のDVD-BOXがリリースされ、このうち『エクスカイザー』については2008年1月より単巻版のレンタルも実施されている。
Bru-rayは、2015年に『ガオガイガー』がまずリリースされ、その後2023年より『マイトガイン』『ジェイデッカー』と、放送30周年を迎える作品のソフト化が順次行われている。

## ラジオ
シリーズ末期には、テレビでの放送と平行してラジオ番組も放送されており、番組内で放送されたドラマについてはCDが発売されている。また1999年には、当時東海ラジオなどで放送されていたサンライズラヂオや、サンライズの公式ウェブサイトにて「勇者シリーズ・オールスターファン投票」も行われた。
- 勇者指令ダグオン
  - 1996年10月 - 1997年3月 RFラジオ日本他
  - 子安武人、遠近孝一、私市淳によるディスクジョッキーとダグオンのドラマで構成。
- 勇者王への道
  - 1997年4月 - 1997年9月 文化放送他
  - 子安武人によるディスクジョッキーと1クール目は作品関係者を招いたトーク、2クール目はドラマを放送。
    - 伝説の勇者ダ・ガーン「ミステリアス・ツアー」
    - 勇者特急マイトガイン「嵐を呼ぶハネムーン」
    - 太陽の勇者ファイバード「ユリちゃんに愛の花束を…」

| 文化放送 土曜（金曜深夜）1:30 - 2:00                               | 文化放送 土曜（金曜深夜）1:30 - 2:00 | 文化放送 土曜（金曜深夜）1:30 - 2:00          |
| 前番組                                                             | 番組名                               | 次番組                                        |
| ------------------------------------------------------------------ | ------------------------------------ | --------------------------------------------- |
| 魔神英雄伝ワタル外伝 ピュアピュアヒミコ （1996年10月 - 1997年3月） | 勇者王への道 （1997年4月 - 9月）     | 超魔神英雄伝ワタル （1997年10月 - 1998年9月） |

## オリジナルビデオアニメシリーズ
勇者指令ダグオン 水晶の瞳の少年
1997年10月 - 12月（全2話）
勇者王ガオガイガーFINAL
2000年1月 - 2003年3月（全8話）
同作品完結後の2005年には、再編集版となる『勇者王ガオガイガーFINAL GRAND GLORIOUS GATHERING』（全12話）が、テレビ東京で毎週月曜深夜に放送された。

## テレビゲーム
タカラより、以下のゲームがクロスオーバー作品として現在までにリリースされている。
『新世代ロボット戦記ブレイブサーガ』
発売日:1998年12月17日・PlayStation用ソフト
『ブレイブサーガ2』
発売日:2000年5月2日・PlayStation 用ソフト
『ブレイブサーガ 新章 アスタリア』
発売日:2001年1月26日・ゲームボーイカラー用ソフト
シリーズを通してオリジナルタイトル『勇者聖戦バーンガーン』が登場。
『新世紀勇者大戦』
発売日:2005年2月17日・PlayStation 2用ソフト
オリジナルタイトル『量子跳躍レイゼルバー』が登場。
このほか、各テレビシリーズに関連した単独作品として、『勇者王ガオガイガー』が1999年にPlayStation用ソフトとして、またアイレムからは『太陽の勇者ファイバード』が放送期間中にゲームボーイ、ファミリーコンピュータ用ソフトとしてそれぞれリリースされている。

## Web小説
覇界王〜ガオガイガー対ベターマン〜
原案・監修：米たにヨシトモ、著：竹田裕一郎
2017年から2021年まで、Webサイト『矢立文庫』で連載された小説。上記『ガオガイガーFINAL』、そして『ベターマン』の完結編として企画・制作されたもので、後に単行本化やコミカライズもなされている。

## Webコミック
勇者宇宙（ブレイブユニバース）ソーグレーダー
漫画：綱島志朗、原案・監修：米たにヨシトモ、原案協力：冨岡淳広、脚本：小太刀右京
2023年7月より、ホビージャパンの運営する総合ポータルサイト「ファイアCross」にて連載中のWebコミック。本シリーズの生誕30周年を記念した完全新作として企画された作品で、タイトルにもある新勇者「ソーグレーダー」を主軸として、テレビシリーズ各作品のみならず『バーンガーン』などの他媒体で展開された作品をも内包した、クロスオーバー作品としての側面を有する。
原案・監修として同作品に携わる米たにヨシトモの語るところによれば、元々勇者シリーズの新作についてはサンライズ内部でも度々企画が立てられていた他、前出の『覇界王』においても歴代勇者を競演させる構想があったといい、そうした実現に至らなかった企画・構想の数々をリセット・再構成の上で発表されたのが同作品であるという。

### 主題歌
あしたの勇気に陽は昇る
作詞 - 米たにヨシトモ、作曲・編曲 - 渡辺俊幸、歌 - 玉置成実

### オープニングアニメPV
単行本第1巻特装版の付録として、かつて勇者シリーズに関わっていたスタッフが集結しサンライズによるオープニングアニメPVが制作されている。
スタッフ
- 企画 - サンライズ
- 企画協力 - ホビージャパン
- 原作 - 矢立肇
- 監督 - 米たにヨシトモ
- キャラクターデザイン原案 - 綱島志朗
- アニメーションキャラクターデザイン、作画監督（キャラ） - あおのゆか
- メカニックデザイン - 大河原邦男、宮内利尚
- アニメーションメカニックデザイン、作画監督（メカ） - 牟田口裕基
- 色彩設計、色指定、検査 - 柴田亜紀子

### 書籍情報
- 『勇者宇宙ソーグレーダー』株式会社ホビージャパン
  1. 2025年5月12日[46]、ISBN 978-4-7986-3826-3
  2. 2025年5月12日[47]、ISBN 978-4-7986-3827-0

## シリーズ終了後の各種展開
シリーズ開始から10年を経た2000年には、誕生10周年を記念しサンライズ主催の元、タカラやビクターエンタテインメントなど関連グッズを取り扱う各企業が、「勇者シリーズ10周年合同記念祭」を開催。5月6日に東京・葛飾のテクノプラザかつしかにて開催されたこの記念祭は、午前中はアイテム販売や展示を、午後からはステージイベントをそれぞれ中心としており、後者においては当時リリースされて間もない『ガオガイガーFINAL』第1話の上映なども行われた。当日集まったファンの人数は延べ1,000人以上に上ったとされる。
また、翌2001年から2002年にかけて、初期の3作と『ガオガイガー』の主役勇者のDX玩具が、「新世紀勇者復活計画」と銘打ってタカラより復刻されており、一部の商品については成形色などの仕様変更が行われた他、ガオガイガーについては別売りであったゴルディーマーグとのセット品として発売された。同様の復刻発売は2005年にも「超勇者復古列伝」として、『マイトガイン』と『ゴルドラン』を対象に行われており、いずれも成形色や塗装などを全面的に作中のイメージに近付けたものとされている他、完全受注生産という形で発売されたグレートゴルドラン（2006年発売）は、当時品ではコストなどの事情から断念された全身へのメッキ処理が施されている。2006年には、それまで『トランスフォーマー』シリーズを中心に展開してきた「マスターピース」シリーズより、完全新規商品としてキングエクスカイザーとドラゴンカイザーが発売された。
2005年2月に生誕15周年を迎えた勇者シリーズを記念し、2004年7月から2006年11月にかけて、シリーズ全作（OVAも含む）がセルDVD化され、同時期には関連書籍・ゲーム・玩具なども特に力を入れて売りだされた。サンライズによる公式サイトが開設されたのもこの時期である。また、前述の通り2005年4月から6月にかけて、『勇者王ガオガイガーFINAL GRAND GLORIOUS GATHERING』が、シリーズ15周年記念作品としてテレビ東京で放送された。
関連商品の発売はタカラ以外の玩具メーカーからも多数行われており、前述のシリーズ15周年の前後にはユージンやシーエムズコーポレーションなどから本シリーズの玩具やアクションフィギュアが多数発売された他、2010年代に入るとバンダイからも、超合金魂やスーパーロボット超合金、それにスーパーミニプラといった複数のブランドで、本シリーズに関連した商品化が度々行われている。
シリーズ30周年を迎える2020年から2022年にかけて、本シリーズの展覧会『超勇者展』が東京・渋谷などで2度にわたって開催され、シリーズ各作品の設定資料や玩具、それに後述の『ガオアライガー』を始めとするエイプリルフール企画（未発表分も含む）なども公開された。大河原邦男のデザインによる「レイブレイバー」もその一つで、元々はシリーズ20周年の際に、記念ロゴから変形する勇者ロボとしてデザインされ、10年の歳月を経て2020年にエイプリルフール向けの新番組ネタとして起用されたという経緯があった。2023年には前出の『ソーグレーダー』の連載が始まった他、同年に放送30周年を迎える『マイトガイン』のBru-ray BOXも発売。2024年にはこれに続いて『ジェイデッカー』のBru-ray BOXもリリースされた。

## 楽曲
- 『BRAVEST〜勇者シリーズ・テーマソング・コレクション』（1997年）

『ファイバード』から『ダグオン』までの主題歌などを集めた記念アルバム。新曲「Always」の歌唱には、シリーズ全作品のメインキャストが参加している。
- 『More BRAVEST』（2011年）

CDとDVDの2枚。CDには全シリーズの主題歌、DVDには全シリーズのオープニング・エンディング映像をそれぞれ収録。
- 『HARVEST』（2011年）

歴代オープニングテーマのカバーアルバム。
- 『GREATEST』（2011年）
- 『DX BRAVEST』（2022年）

シリーズ30周年を記念して発売。OVA作品やゲームなども網羅した、Bru-rayとCD7枚のBOXであり、Bru-rayにはバージョン違いも含めたノンクレジットのオープニング・エンディング映像、それに新曲「ぜんぶ勇者が教えてくれた」（遠藤正明）を使用した新規制作のプロモーション映像などを収録。CDは各作品の主題歌だけでなく挿入歌、さらにそれらのTVサイズやカラオケなども含めた形とされている。